# Lena Nylén
För arkeologen, se Lena Thunmark-Nylén.
Lena Nylén, född 27 september 1963 i Malmö, är en svensk skådespelare och regissör. Hon flyttade till Lund och gick på Lovisaskolan och Tunaskolan (grundskolor) och Katedralskolan (gymnasieskola) där hon tog studenten 1982.
Nylén gick på Teaterhögskolan i Malmö 1987-1990 tillsammans med bland andra Lars Beischer och Morgan Alling.

## Film och TV
- Skyddsängeln (1990) - Jessica
- Fritt fall (TV-serie) på SVT (1996)
- Soldater i månsken på SVT (2000) - Bea
- Solisterna på SVT 2003
- Livet enligt Rosa (2005) - Foppas mamma
- AK3 på SVT (2006) - Mikaela
- Simon och ekarna (2011) - Olga

## Teater
- Drottningens juvelsmycke (1992) - Tintomara
- Medea på Ensembleteatern (1996) - Medea
- Ett dockhem (drama) på Teater Västernorrland (2001) - Nora
- Nattfjärilen på Stockholms Stadsteater Backstage (2003) - Ava
- Orestien på Tribunalen i Stockholm (2005) - Klytaimestra
- Arkitekten på Malmö Stadsteater (2006) - Paulina
- Nadja Dolores på Sveateatern i Sundsvall (2008) - Nadja

Nylén nominerades till Best Supporting Actress för Skyddsängeln (1990) vid European Film Awards.